# Barely Legal (album)
Barely Legal is een album uit 1997 van de Zweedse rockband The Hives. Het was het eerste album van de groep.

## Tracks
1. "Well, Well, Well"
2. "a.k.a. I-D-I-O-T"
3. "Here We Go Again"
4. "I'm a Wicked One"
5. "Automatic Schmuck"
6. "King of Asskissing"
7. "Hail Hail Spit N' Drool"
8. "Black Jack"
9. "What's That Spell?...Go To Hell!"
10. "Theme From..."
11. "Uptempo Venomous Poison"
12. "Oh Lord! When? How?"
13. "Stomp"
14. "Closed For The Season"